# Пастухова, Ирина Юрьевна
Ирина Юрьевна Пастухова (в девичестве — Горбачёва; род. 9 сентября 1968) — советская, киргизская и российская биатлонистка, участница Кубка мира, чемпионка СССР в индивидуальной гонке (1989). Мастер спорта международного класса.

## Биография
Воспитанница ДЮСШ «Восток» города Бердск Новосибирской области, тренировалась у Николая Фёдоровича Калинина, Германа Фёдоровича Иванова, Ю. Ф. Кудряшова. На соревнованиях общенационального уровня представляла город Новосибирск. Входила в сборную ДОСААФ.
В 1989 году на чемпионате СССР в Свердловске одержала победу в индивидуальной гонке. Также становилась победительницей соревнований «Праздник Севера» в Мурманске.
В сезоне 1992/93 приняла предложение выступать за сборную Кыргызстана, выступила на одном этапе Кубка мира — в Контиолахти, где заняла 15-е место в индивидуальной гонке и 23-е — в спринте. Также на этом этапе заняла седьмое место в эстафете, в команде Кыргызстана вместе с ней выступали Ирина Елисеева, Евгения Роппель и Наталья Хлебородова (все четыре были натурализованными россиянками из Новосибирской области). В дальнейшем Кыргызстан не смог содержать команду и спортсменки вернулись в Россию.
По окончании спортивной карьеры перешла на тренерскую работу. Работала тренером, а в 2010-е годы — завучем по учебно-воспитательной работе в ДЮСШ «Восток» г. Бердска.
В 2019 году заняла должность директора в учебно-воспитательном учреждении ДЮСШ «Восток» г. Бердска.

## Личная жизнь
Дочь Евгения (род. 2001) тоже занимается биатлоном, была призёром первенства России среди девушек 15-16 лет.